# Svyazhinite
La svyazhinite è un minerale appartenente al gruppo dell'aubertite.